# Banana Pi
Banana Pi(バナナパイ)は、64ビット対応のシングルボードコンピュータ。

## 概要
2016年9月に累計で1000万台を突破したRaspberry Piに便乗して2014年以降、クラウドファンディングで資金を調達した各社から名称に「Pi」を冠したPCボードが雨後の筍のように登場したものの、大半は本家の価格性能比に及ばず淘汰されたが、Banana Piは市場で足場を固めつつある。

## ハードウェア
ARM Cortex-A7プロセッサを備え、機種によってはギガビットLANにも対応する。24ピンのピンヘッダを備えたBanana Piは、Raspberry Piのアドオンモジュールとの機械的、電気的な互換性を有するとされる一方、互換性はないとされる情報もある。

## ソフトウェア
オペレーティングシステムはAndroid 4.4、Ubuntu、Debian、Raspberry Pi Image、Cubieboard Imageが動作可能とされ、MITメディアラボによって開発された教育用プログラミング言語のScratchが使用できるとされる。

## Banana Pi M1
2014年4月に発売された初代のモデル。A20 ARM Cortex -A7プロセッサを備え、価格が50ドルで「Raspberry Pi Model B」の35ドルよりも高価だった。ギガビットLANにも対応する。

## Banana Pi M1+
2015年4月に発売されたモデル。ギガビットLANにも対応する。

## Banana Pi M2
2015年4月に発売されたモデルでA31S ARM Cortex-A7 Quad-CoreのCPUを備え、オープンソースハードウェアでギガビットLANにも対応する。

## Banana Pi M2+
2016年4月に発売されたモデルで、H3 Quad-core Cortex-A7 のCPUを備え、オープンソースハードウェアでギガビットLANにも対応する。

## Banana Pi M2 Ultra
2016年11月に発売されたモデルで、H3 Quad-core Cortex-A7 のCPUを備え、ギガビットLANにも対応する。

## Banana Pi M3
2015年11月に発売されたモデルで、 A83T ARM Cortex-A7 8コアのCPUを備え、ギガビットLANにも対応する。
他にも派生機種やオプションパーツが発売されている。